# Ошова
Ошова — деревня в Кудымкарском районе Пермского края. Входила в состав Ленинского сельского поселения. Располагается южнее города Кудымкара и юго-восточнее Ленинска.

## Население
В 1980-х годах в деревне проживало около 50 человек. По данным Всероссийской переписи населения 2010 года, в деревне проживало 29 человек (16 мужчин и 13 женщин).